# 모래 사나이

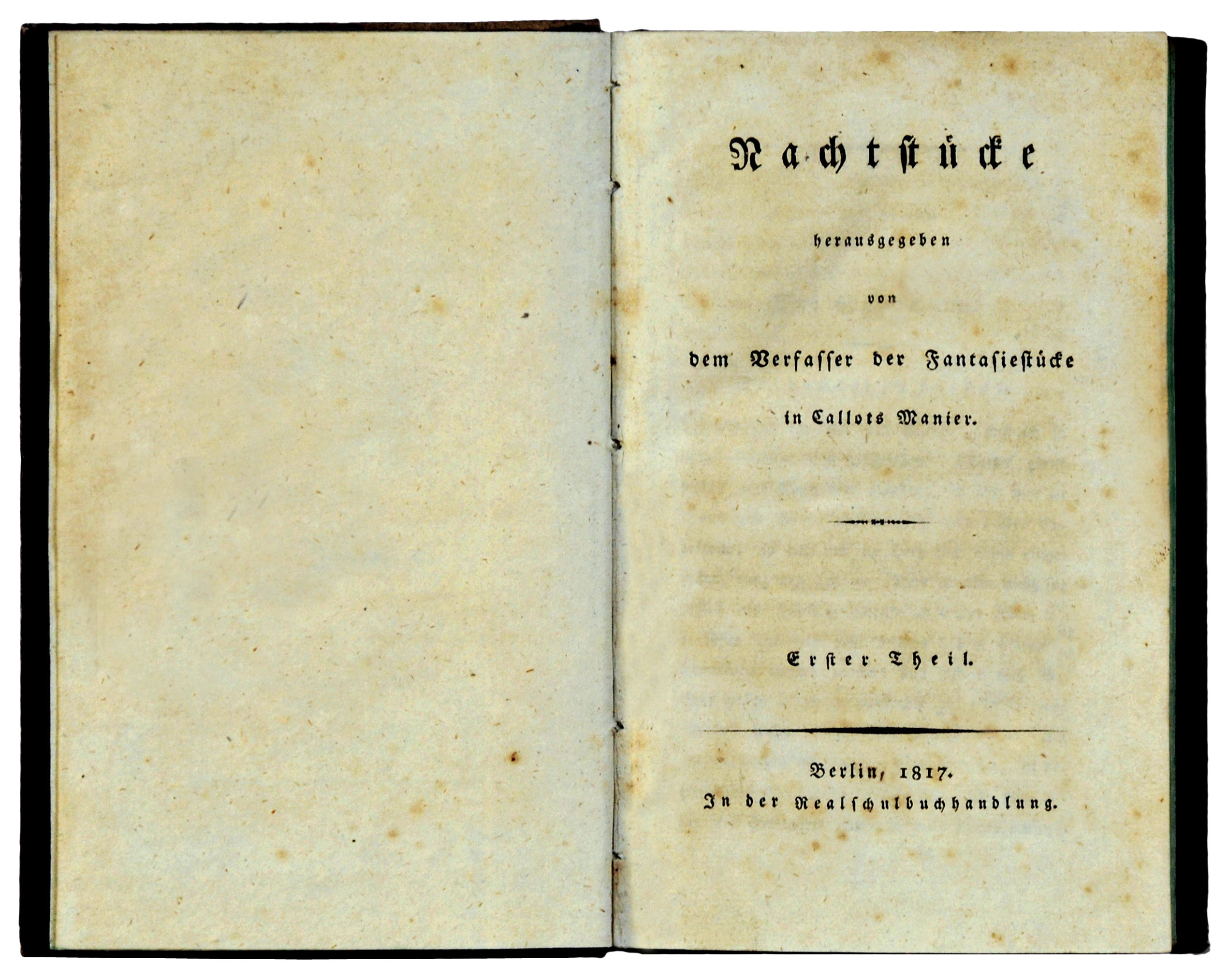

〈모래 사나이〉(독일어: Der Sandmann 데어 잔트만[*])는 에른스트 호프만이 1816년에 쓴 단편소설이다. 1817년에 단편집 《밤의 풍경》(독일어: Die Nachtstücke)의 일부로 실려서 나왔다.

## 우리말 번역
- 김현성 옮김, 《모래 사나이》, 문학과 지성사, 2020년 5월 8일, 7~68면
- 신동화 옮김, 《모래 사나이》, 민음사, 2021년 12월 10일, 7~62면
- 권혁준 옮김, 《밤 풍경》, 을유문화사, 2024년 8월 30일, 9~68면